# Stacey Thomas
Stacey Latrice Thomas (Flint, 29 agosto 1978) è un'ex cestista statunitense, professionista nella WNBA.

## Carriera
È stata selezionata dalle Portland Fire al secondo giro del Draft WNBA 2000 (23ª scelta assoluta).

## Palmarès
- Campionessa WNBA (2003)
- Migliore nelle palle recuperate NWBL (2003)